# Abemaciclib
L'abemaciclib est une molécule inhibitrice de la kinase dépendante des cyclines (CDK) utilisée dans le traitement du cancer du sein. Elle est vendue, entre autres, sous les marques Verzenio.

## Usage médical
C'est un médicament utilisé pour traiter le cancer du sein. Plus précisément, il est utilisé pour les cas avancés qui sont HR positifs mais HER2 négatifs. Il est pris par voie orale.

## Effets secondaires
Les effets secondaires courants comprennent la diarrhée, un faible nombre de globules blancs, des nausées, des infections, de la fatigue, une perte de cheveux et un faible taux de plaquettes; d'autres effets secondaires peuvent inclure une pneumopathie, des problèmes de foie et des caillots sanguins. L'utilisation pendant la grossesse peut panobinostat. Il s'agit d'un inhibiteur de CDK qui bloque l'activité de CDK4 et CDK6 .

## Histoire
L'utilisation médicale de l'abemaciclib a été approuvée aux États-Unis en 2017 et en Europe en 2018 ,. Au Royaume-Uni, quatre semaines coûtent au NHS environ 2 950 livre sterling à partir de 2021. Aux États-Unis, ce montant coûte environ 13 700 dollars américains.